# Canale Kennedy
     Isola Ellesmere, Nunavut
     Groenlandia

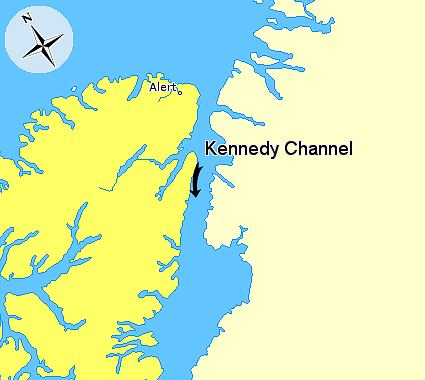
Canale Kennedy Channel, Nunavut, Canada.
Isola Ellesmere, Nunavut
Groenlandia

Il canale Kennedy (danese Kennedy Kanalen) è un passaggio marittimo dell'Artico tra i punti più a nord della Groenlandia e dell'isola canadese di Ellesmere.
Forma parte dello stretto di Nares, tra il bacino Kane e il bacino Hall. Da sud, il suo inizio coincide con i capi Lawrence e Jackson, mentre la sua congiunzione col Bacino Hall coincide coi capi Baird e Morton. Lungo circa 130 km, la sua larghezza varia tra i 24 e i 32 km e la sua profondità tra i 180 e i 340 m.
Il nome gli fu dato da Elisha Kane intorno al 1854 durante il suo secondo viaggio nell'Artico in cerca della perduta spedizione di Franklin. Non è chiaro, tuttavia, in onore di quale Kennedy chiamò il canale: Kane poteva riferirsi al suo collega esploratore William Kennedy, ma molti storici pensano si riferisse a John Pendleton Kennedy, il ministro della Marina degli Stati Uniti tra 1852 e 1853, sotto la cui direzione il viaggio ebbe luogo.

## Fonti
- National Geospatial-Intelligence Agency, Sailing Directions Enroute: Pub 181 Greenland and Iceland (Enroute), 2002.